# Агилар, Бриан
Бриан Маурисио Агилар Карабальо (исп. Brian Mauricio Aguilar Caraballo; род. 13 апреля 2003, Авельянеда, Буэнос-Айрес) — аргентинский футболист, защитник клуба «Ланус», выступающий на правах аренды за клуб «Такома Дифайенс».

## Клубная карьера
Агилар — воспитанник клуба «Ланус». 25 апреля 2022 года в матче против «Годой-Круса» он дебютировал в аргентинской Примере.
19 марта 2024 года Агилар был арендован с опцией выкупа американским клубом «Такома Дифайенс» из MLS Next Pro. За «Такому» он дебютировал 10 мая в матче против «Портленд Тимберс 2», выйдя на замену во втором тайме.

## Международная карьера
В 2023 году в составе молодёжной сборной Аргентины Агилар принял участие в молодёжном чемпионате Южной Америки в Колумбии. На турнире он сыграл в матчах против сборных Колумбии и Перу.